# Союз МС-17
Союз МС-17 (№ 747, ISS-63S) — запуск здійснений 14 жовтня 2020 року. У політ до міжнародної космічної станції вирушили три учасники космічних експедицій МКС-63/64. Запуск пілотованого корабля «Союз МС» втретє здійснено за допомогою ракети носія «Союз-2.1а» зі стартового майданчика № 31 космодрому Байконур і другий раз — з космонавтами на борту.

## Екіпаж
| Космонавт            | Посада                      | # польоту       | Корпорація      |                 |                 |                 |
| Основний екіпаж      | Основний екіпаж             | Основний екіпаж | Основний екіпаж | Основний екіпаж | Основний екіпаж | Основний екіпаж |
| -------------------- | --------------------------- | --------------- | --------------- | --------------- | --------------- | --------------- |
| Сергій Рижиков       | Командир ТПК «Союз МС»      | 2               | Роскосмос       |                 |                 |                 |
| Сергій Кудь-Свєрчков | Бортінженер-1 ТПК «Союз МС» | 1               | Роскосмос       |                 |                 |                 |
| Кетлін Рубінс        | Бортінженер-2 ТПК «Союз МС» | 2               | НАСА            |                 |                 |                 |
| Дублери              |                             |                 |                 |                 |                 |                 |
| Олег Новіцький       | Командир ТПК «Союз МС»      | 3               | Роскосмос       |                 |                 |                 |
| Петро Дубров         | Бортінженер-1 ТПК «Союз МС» | 1               | Роскосмос       |                 |                 |                 |
| Марк Ванде Хей       | Бортінженер-2 ТПК «Союз МС» | 2               | Роскосмос       |                 |                 |                 |

20 грудня 2019 року генеральний директор «Роскосмосу» Дмитро Рогозін заявив, що корпорація ухвалила рішення надати НАСА місця на російських кораблях, старти яких заплановано на кінець 2020 року («Союз МС-17») і на весну 2021 року («Союз МС-18»). Таким чином Микола Чуб (готувався як Бортінженер-2 основного екіпажу ТПК «Союз МС») і Сергій Корсаков (готувався як Бортінженер-2 дублюючого екіпажу ТПК «Союз МС») уступають свої місця американським астронавтам.
19 лютого 2020 року було офіційно оголошено, що російські члени основного екіпажу пілотованого корабля «Союз МС-16» — космонавти Роскосмосу Микола Тихонов і Андрій Бабкін замінені на дублерів за медичними показаннями. Командиром основного екіпажу корабля «Союз МС-16» призначений Анатолій Іванишин, бортінженером Іван Вагнер (раніше члени основного екіпажу «Союз МС-17»).
NASA вирішило замінити астронавта Стівена Боуена на Кетлін Рубінс. Причини заміни астронавтів не пояснили. Дублером Рубінс стане астронавт Марк Ванде Хай.
Цікаво, що день старту, 14 жовтня 2020 року, — збігся з днем народження бортінженера Кетлін Рубінс.

## Політ
Для стикування з МКС вперше використана «надшвидка» двовиткова схема зближення, яка дозволила кораблю досягти МКС лише за 3 години 3 хвилини після старту (14 жовтня 2020 року об 11:48). При цьому відділення корабля від третього ступеня сталося на 529-й секунді польоту, коли була досягнута висота приблизно 197 км і швидкість 27 тисяч км/год. У цей момент корабель знаходився на відстані близько 1800 км від точки старту. Відкриття люків відбулося через 2 години 20 хвилин після стиковки, 14 жовтня 2020 року о 14:08.
17 квітня 2021 року о 01:34 (UTC) корабель Союз МС-17 із трьома космонавтами на борту (Сергій Рижков, Сергій Кудь-Свєрчков, Кетлін Рубінс) відстикувався від станції та о 04:55 (UTC) в автоматичному режимі приземлився у заданому районі Казахстану.

## Галерея

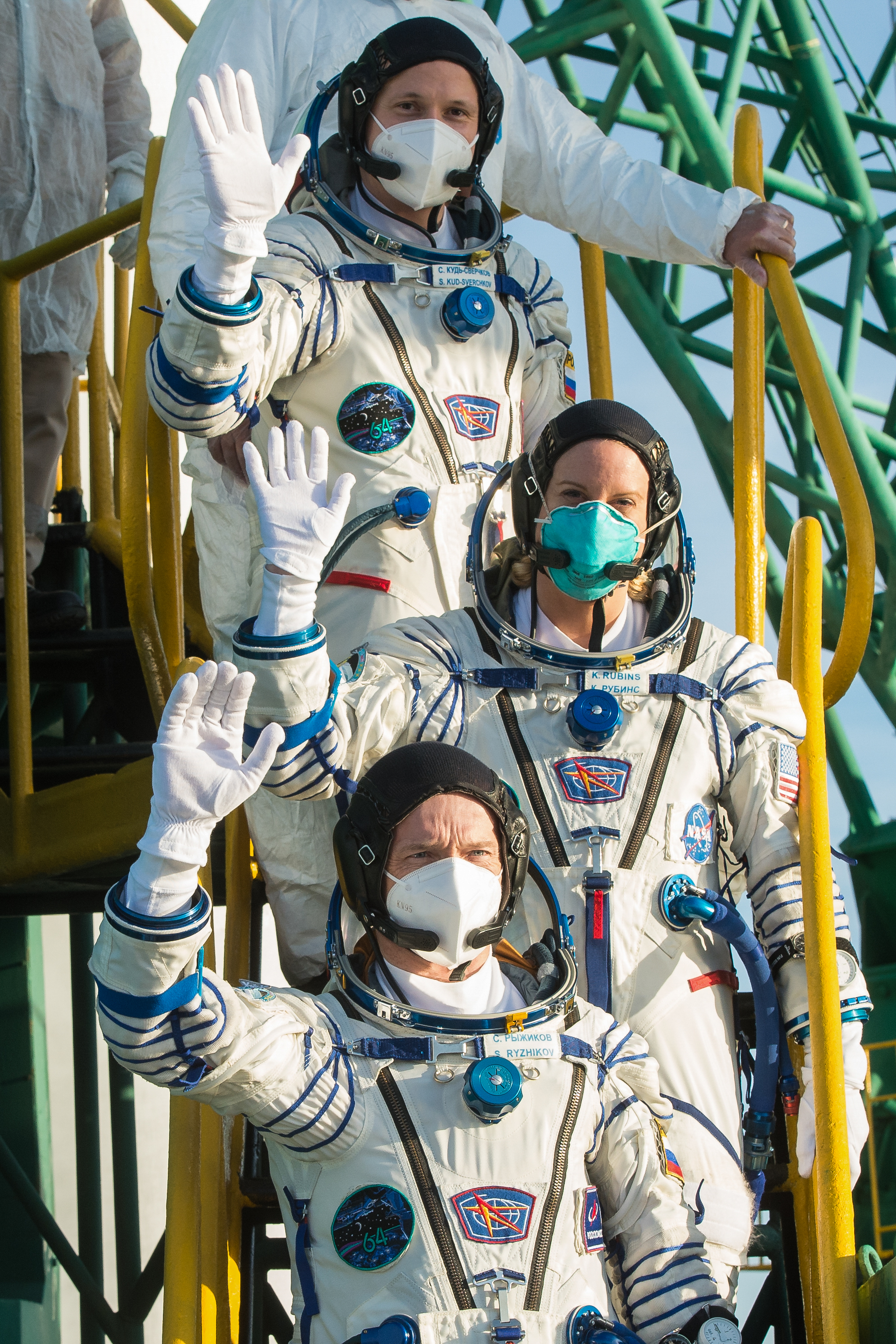
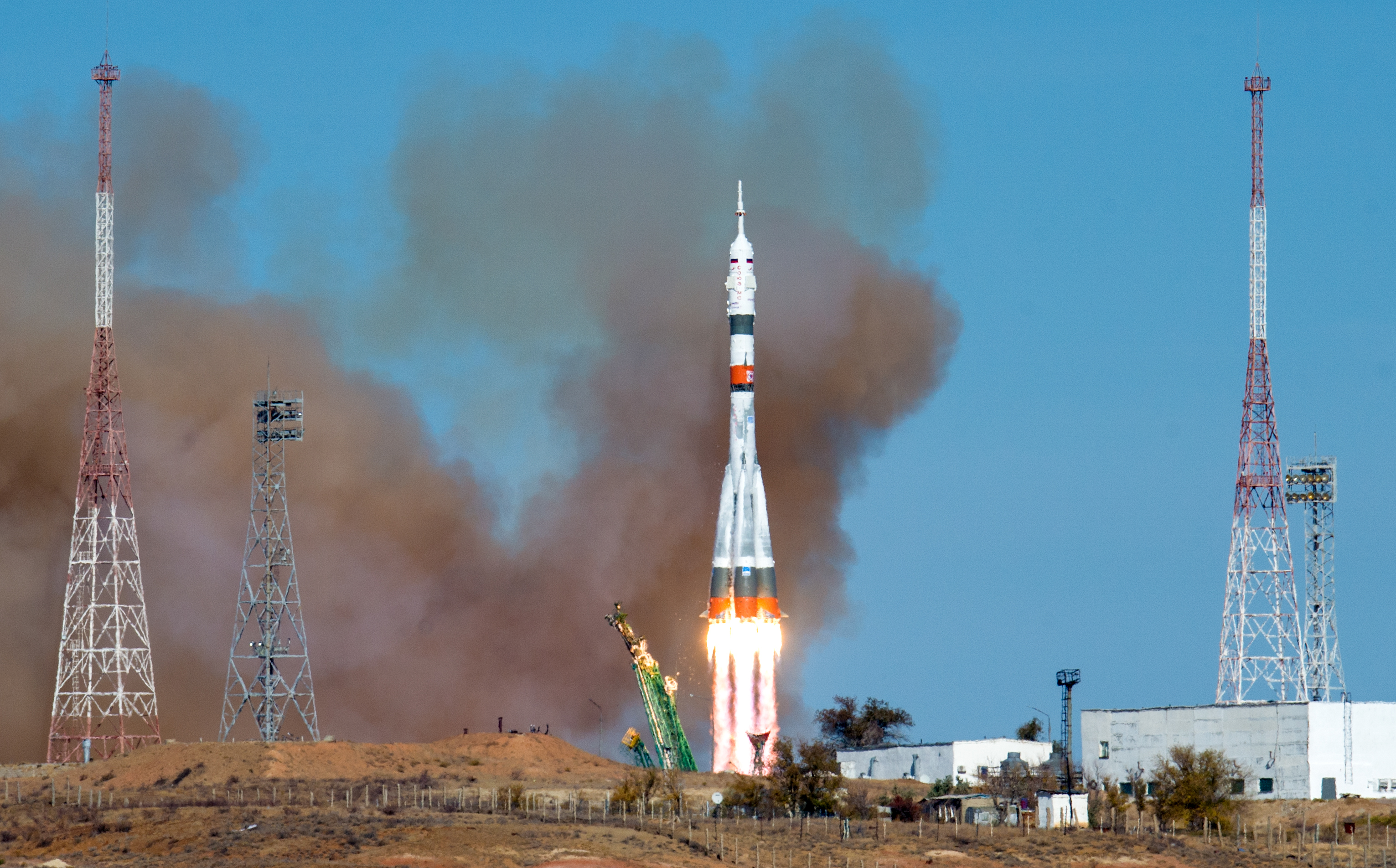
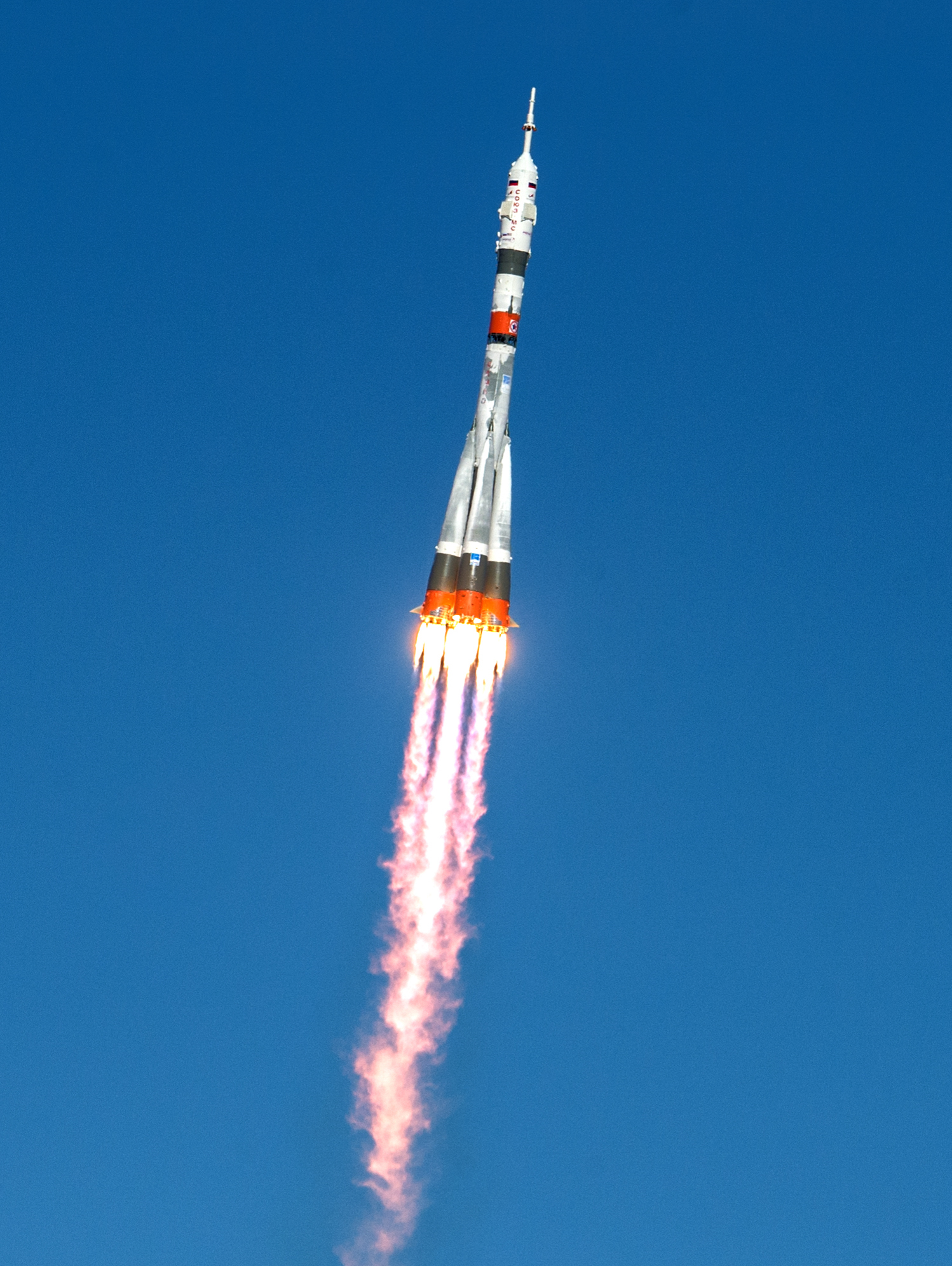
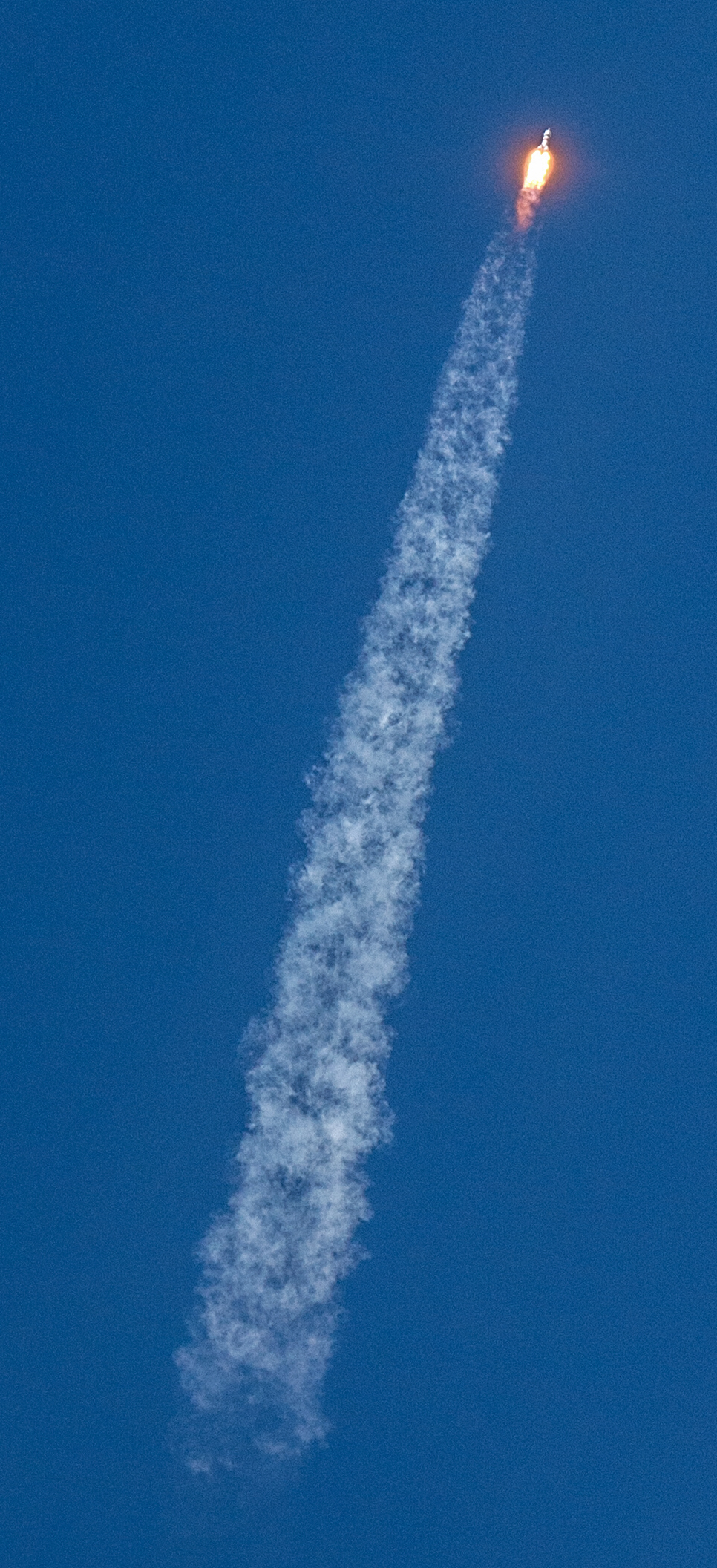